# Edmund Pye (1er baronnet)
Edmund Pye, 1er baronnet (c. 1607 - 1673) est un propriétaire terrien anglais, écrivain public et un homme politique qui siège à la Chambre des communes de 1661 à 1673.

## Biographie
Il est le fils d'Edmund Pye, de Leckamsteed, Buckinghamshire et de St Martin's Ludgate, Londres, Écrivain public, et son épouse Martha Allen, sœur d'Alderman Allen de Londres.
Il est créé baronnet de Leckamsteed le 23 avril 1611 et est fait chevalier à Whitehall quatre jours plus tard. Après la guerre civile, il est déclaré délinquant par le Parlement et condamné à une amende de 3 065 £. Il acquiert le manoir et le domaine de Bradenham, Buckinghamshire, qui devient sa résidence principale. En 1661, il est élu député de Wycombe au Parlement cavalier .
Il est décédé à l'âge de 65 ans environ et est enterré le 28 avril 1673 à Bradenham et le titre de baronnet s'éteint.
Le 6 mai 1635, il épouse Catherine Lucas, fille de Thomas Lucas, qui est la sœur de Margaret Cavendish, duchesse de Newcastle-upon-Tyne et John Lucas, 1er baron Lucas de Shenfield. Ils ont deux filles, Elizabeth et Martha. Elizabeth épouse Charles West, fils aîné du 5e baron de la Warr, décédé avant son père et sans descendance. Martha épouse John Lovelace (3e baron Lovelace) et a des enfants, dont Martha, qui hérite Bradenham et le titre de baronne Wentworth de sa grand-mère paternelle. Elle est la deuxième épouse du riche homme politique et armateur Henry Johnson (1661-1719).